# Eudejeania pilosa
Eudejeania pilosa är en tvåvingeart som beskrevs av Charles Howard Curran 1941. Eudejeania pilosa ingår i släktet Eudejeania och familjen parasitflugor.
Artens utbredningsområde är Bolivia. Inga underarter finns listade i Catalogue of Life.